# 扎巴拉 (羅日謝區)
51°0′43″N 25°12′45″E / 51.01194°N 25.21250°E
扎巴拉（烏克蘭語：Забара），是烏克蘭的村落，位於該國西部沃倫州，由盧茨克區負責管轄，面積0.19平方公里，海拔高度177米，2001年人口95，人口密度每平方公里502.65人。